# Cécile de Suède
Cécile Johansdotter de Suède  fut reine de Suède et de Finlande, en tant qu'épouse du roi Knut Ier de Suède.

## Biographie
Cécile Johansdotter est la fille putative du prince Johan Sverkersson l'Ancien (mort en 1153/1154) fils ainé du roi Sverker Ier de Suède. Elle aurait épousé Knut Ier de Suède de la lignée rivale de Saint Éric et donne quatre fils à son époux, dont trois furent assassinés en 1205. Le dernier Éric X de Suède succéda à Sverker II en 1208.